# Siorac-en-Périgord
Siorac-en-Périgord es una comuna francesa situada en el departamento de Dordoña, en la región de Nueva Aquitania.

## Demografía
| 807 | 784 | 793 | 863 | 904 | 893 | 1057 |
| Para los censos de 1962 a 1999 la población legal corresponde a la población sin duplicidades (Fuente: INSEE [Consultar]) |     |     |     |     |     |      |